# Melevodopa
Melevodopa (tên thương hiệu Levomet) là một tác nhân dopaminergic. Nó là este metyl của levodopa. Nó được sử dụng ở dạng viên nén như một tiền chất sủi bọt với độ hòa tan trong nước gấp 250 lần levodopa.